# A testőrök visszatérnek
A testőrök visszatérnek 1989-ben készült színes, angol–francia–spanyol kalandfilm. Eredeti címe: The Return of the Musketeers / Le retour des mousquetaires / El regreso de los mosqueteros. A filmet 
id. Alexandre Dumas Húsz év múlva (Vingt Ans Après, 1845) című regénye alapján Richard Lester rendezte, akárcsak az előzményeket: A három testőr, avagy a királyné gyémántjai (1973), A négy testőr, avagy a Milady bosszúja (1974).

## A cselekmény
|  | Alább a cselekmény részletei következnek! |

Mazarin bíboros (Philippe Noiret)

Húsz év telt el azóta, hogy d’Artagnan és barátai megmentették a francia királyné becsületét azáltal, hogy visszaszerezték Buckingham hercegtől azt a nyakéket, melyet a könnyelmű királyné szerelmi zálogul adott az angol lordnak. Bátor tettükkel meghiúsították Richelieu bíboros ármánykodását, és sikerült hóhérkézre juttatniuk a kardinális legveszedelmesebb kémnőjét, Milady de Wintert.
A két évtized alatt sok minden megváltozott. Meghalt XIII. Lajos király és Richelieu. A trónra a még gyermek XIV. Lajos került, aki helyett valójában anyja, Anna anyakirályné és annak titkos szeretője, Mazarin bíboros uralkodott. A négy jó barát útjai szétváltak, és csupán d’Artagnan maradt a király szolgálatában, 20 év után még mindig testőrkapitányként. Mazarin azonban megcsillogtatja előtte az előmenetel lehetőségét azzal a feltétellel, hogy felkeresi egykori barátait, és ráveszi őket, hogy álljanak ismét szolgálatba. D’Artagnan véletlenül összeakad egykori szolgájával, a falánk Planchet-val, aki Aramis nyomára vezeti. Az egykori testőr hiába választotta a papi hivatást, a gáláns kalandokat most sem veti meg. Bár egy szorult helyzetből éppen d’Artagnan menti meg, Aramis visszautasítja barátját, nem akar Mazarin szolgálatába lépni. Nem így a hiú Porthos, aki hatalmas vagyonhoz jutott ugyan, de szomszédjai kiközösítették, mert vagyona mellé nincsen nemesi címe. Porthos abban a reményben csatlakozik D’Artagnanhoz, hogy újabb szolgálatai révén nemesi rangra emelkedhet. Sikerül megtalálniuk Athost, akinek fia, Raoul a kardvívás helyett jobban érdeklődik a tudományok iránt. Azonban Athos sem kíván csatlakozni D’Artagnanékhoz.
Az éhező párizsi nép forrong, és követeli egyik vezetője, a bebörtönzött Beaufort herceg szabadon bocsátását. A rab őrizetével Mazarin a félszemű Rochefort grófot bízza meg, akiről szinte senki sem tudta, hogy túlélte, amikor 20 évvel korábban d’Artagnan keresztüldöfte őt az armantières-i zárdában. Beaufort herceget fondorlatos módon mégis megszöktetik, és Mazarin D’Artagnanékat küldi a szökevény után. Nem is eredménytelenül, ám a testőrkapitány és Porthos a herceg védelmezői között egykori barátaikkal, Athosszal és Aramisszal kerülnek szembe. Beaufort elmenekül, az egykori testőrök pedig haraggal válnak el egymástól. A barátság azonban erősebbnek bizonyul: Athos kibékül a barátaival, Aramis azonban nem bocsátja meg, hogy a heves vérű d’Artagnan megsebezte. Az összetartásra viszont nagy szükség lenne, mivel feltűnt a színen a Milady lánya, az anyjánál is veszedelmesebb Justine. A lány végzett azzal a hóhérral, aki annak idején lefejezte az anyját, és az életéért könyörgő férfi halála előtt elárulta neki a testőrök nevét. A helyzetet bonyolítja, hogy Raoul már ismeri Justine-t, gyengéd érzelmeket táplál iránta, és úgy tűnik, nem is reménytelenül. A szálak Angliában futnak össze, ahová a testőrök azért érkeznek, hogy megmentsék a vérpadtól I. Károly királyt…

## Érdekességek
- Noha az előző két rész kapcsán a színészek és a producerek között pereskedésre került sor, mégis valamennyi művész vállalta a közreműködést az újabb folytatásban.
- A filmet szintén Spanyolországban forgatták, akárcsak az előzményeit.
- A forgatást beárnyékolta a kövér Planchet alakítójának, Roy Kinnearnek halála: az egyik jelenet felvétele közben a színész leesett a lóról, eltört a medencéje, és elvérzett. Richard Lester rendezőt annyira megviselte a tragédia, hogy visszavonult a filmrendezéstől. 1991-ben elvállalta a Paul McCartney turnéjáról készült Get Back című, eredetileg koncertvideónak készült film rendezői feladatait.
- Jean-Pierre Cassel az előző két részben XIII. Lajos királyt alakította, ebben az epizódban pedig Cyrano szerepét kapta. Az 1964-ben készült Cyrano és D’Artagnan című filmben viszont D’Artagnant játszotta.
- Kim Cattrall a Milady lányát alakítja a filmben: az előző két részben a Miladyt Faye Dunaway formálta meg. „Anya és lánya” egy évvel korábban az Éjféli átkelés (1988) című filmben együtt szerepeltek.
- A testőrök visszatérnek számos országban nem került a mozik műsorára, hanem rögtön videón hozták forgalomba vagy a televízióban vetítették. A magyarországi premier szintén a tévében volt 2001. október 19-én a Magyar Televízió 1-es csatornáján.

## Főszereplők
| Szerep                  | Színész             | Magyar hangja (1. szinkron) |
| ----------------------- | ------------------- | --------------------------- |
| Athos                   | Oliver Reed         | Szersén Gyula               |
| Porthos                 | Frank Finlay        | Végvári Tamás               |
| Aramis                  | Richard Chamberlain | Hirtling István             |
| D’Artagnan              | Michael York        | Szakácsi Sándor             |
| Raoul                   | C. Thomas Howell    | Fesztbaum Béla              |
| Rochefort gróf          | Christopher Lee     | Pathó István                |
| Ausztriai Anna királyné | Geraldine Chaplin   | Venczel Vera                |
| Cyrano de Bergerac      | Jean-Pierre Cassel  | Papp János                  |
| Justine de Winter       | Kim Cattrall        | Ullmann Mónika              |
| Mazarin bíboros         | Philippe Noiret     | Szilágyi Tibor              |
| Beaufort herceg         | Eusebio Lázaro      | Kiss Gábor                  |
| XIV. Lajos              | David Birkin        | Czető Roland                |
| Planchet                | Roy Kinnear         | Pálfai Péter                |
| Cromwell                | Alan Howard         | Cs. Németh Lajos            |
| I. Károly               | Bill Paterson       | Izsóf Vilmos                |
| Caddie                  | Billy Connolly      | ?                           |